# Rudolph Wolken
Rudolph Wolken (* 7. April 1881 in Breslau; † 7. Januar 1956 in Miami, Florida, Vereinigte Staaten) war ein deutsch-US-amerikanischer Ringer.

## Biografie
Rudolph Wolken, der in den Vereinigten Staaten lebte, trat bei den Olympischen Sommerspielen 1904 in St. Louis im Leichtgewicht an. Da er für einen US-amerikanischen Verein an den Start ging, wurden seine Resultate den Vereinigten Staaten angerechnet, obwohl er 1904 noch keine US-amerikanische Staatsbürgerschaft besaß. Erst 1906 erhielt er die US-amerikanische Staatsbürgerschaft.